# Sailfish OS

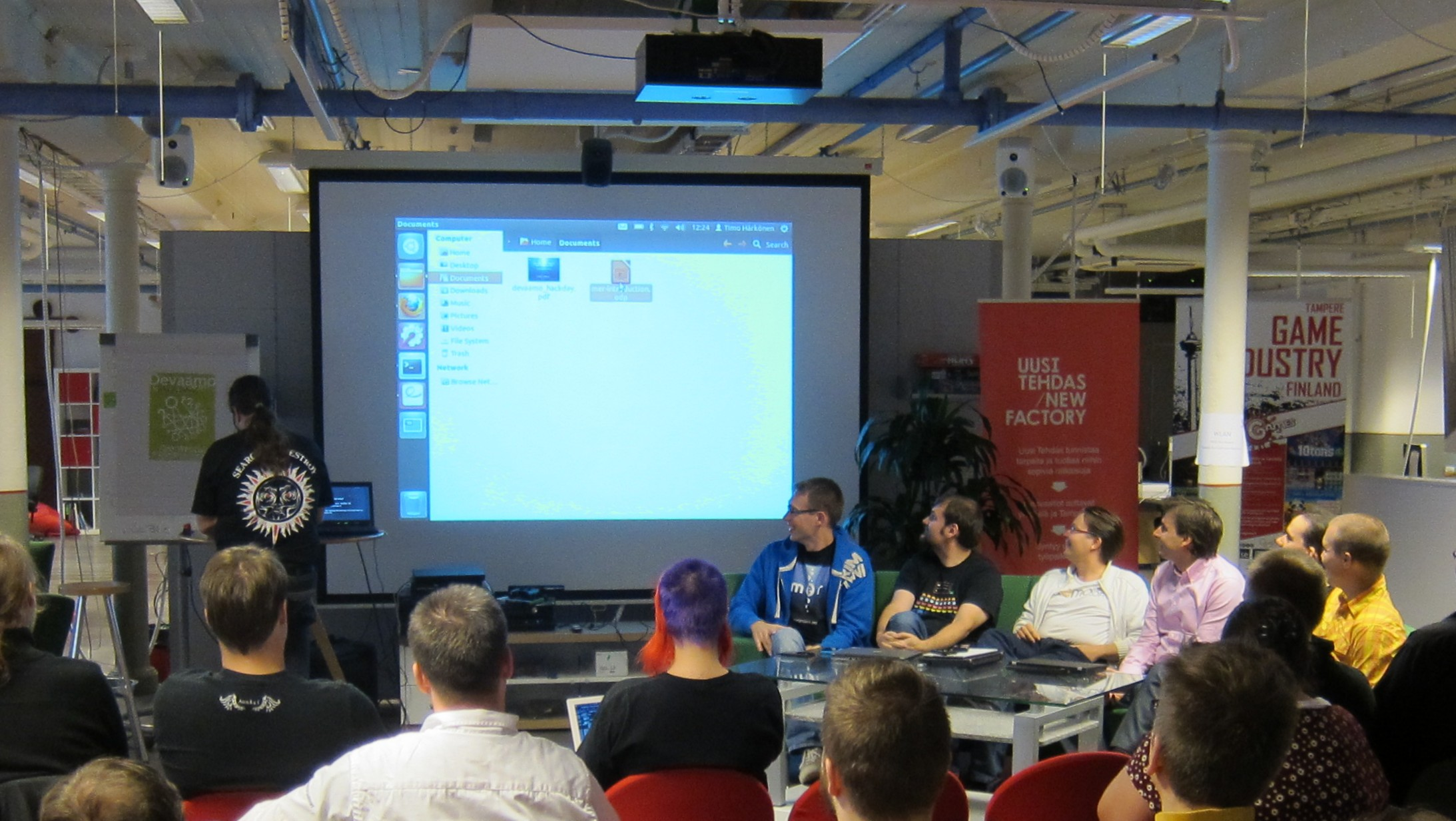
Hackday à Tampere (Finlande), le 8 septembre 2012.

Sailfish OS est un système d'exploitation pour plateformes mobiles, basé sur le noyau Linux et développé par la société finlandaise Jolla. Jolla et Sailfish OS ont été créés par une ancienne équipe de Nokia qui travaillait sur le Nokia N9.
Ce système est une évolution de MeeGo et de Mer, ses applications sont développées en C et utilisent l'API Qt. Il possède également une API compatible avec le système d'exploitation Android de Google. De ce fait, il fait partie des rares systèmes mobiles à être indépendant de l'écosystème Android.
Ses créateurs ont quitté Nokia, lorsque l'ancien cadre dirigeant de Microsoft, Stephen Elop est devenu PDG de Nokia et a décidé de reconcentrer l'activité de Nokia vers la plateforme Windows Phone uniquement. Microsoft tente un rachat de cette société en 2013.

## Aurora OS
Aurora OS (plateforme mobile ouverte russe )
Le personnel de Jolla a rencontré des membres de la communauté technologique russe pour inaugurer le nouveau logiciel et promouvoir Sailfish OS, dans le cadre de la stratégie BRICS de Jolla. À la suite de ces efforts, le 18 mai 2015, le ministre russe des communications Nikolai Nikiforov a annoncé son intention de remplacer les plateformes iOS d'Apple et Android de Google par un nouveau logiciel basé sur Sailfish. Il entend qu'il couvre 50% des besoins russes dans ce domaine au cours des dix prochaines années, contre 95% actuellement couverts par les technologies occidentales,. La version russe est actuellement développée sous la marque Mobile OS "Aurora" (мобильная ОС "Аврора"), avant 2019 sous le nom de "Sailfish Mobile OS RUS",. La multinationale technologique chinoise Huawei était en pourparlers avec le ministère russe des Communications pour installer Aurora OS sur des tablettes pour le recensement de la population russe d'ici août 2020.
Jolla a coupé ses liens commerciaux avec la Russie en 2021.

## Architecture logicielle
Sailfish OS et le Kit de développement (SDK) Sailfish sont basés sur le noyau Linux et Mer,,. Sailfish OS comprend un shell graphique multitâche appelé "Lipstick" construit avec Qt par Jolla au-dessus de Wayland. Jolla utilise des pilotes de périphériques graphiques libres mais la bibliothèque Hybris permet l'utilisation de pilotes propriétaires Android.
Sailfish OS peut exécuter certaines applications Android grâce à une couche de compatibilité propriétaire.

### Sailfish OS SDK
Le Sailfish OS SDK a été annoncé à la conférence Slush Helsinki en 2012, et l'alpha a été publié en février 2013. Le SDK, les tutoriels d'installation et de codage sont disponibles en téléchargement gratuit sur le site Sailfish OS malgré le fait que la licence globale ne soit pas open source.
Sailfish SDK utilise Qt avec VirtualBox à des fins de développement, de compilation et de virtualisation. Cette technique permet la compilation sur le Sailfish OS et le test complet du logiciel développé dans la machine virtuelle. Cela permet également de séparer les activités de développement et les effets secondaires de tout ce qui s'exécute sur l'ordinateur hôte, le laissant non perturbé par les développements et les tests. Selon Jolla, le développement avec le Sailfish SDK est un développement sur Sailfish OS lui-même ; il n'y a pas de différences entre l'apparence et le comportement des logiciels développés dans le SDK et sur un appareil exécutant.
La disponibilité du code source du SDK permet de façonner et de reconstruire le logiciel en fonction des besoins spécifiques des entreprises ou des développeurs, créant ainsi un environnement spécifique au contexte qui n'est défini qu'une fois et ne nécessite aucune préparation au démarrage de l'appareil. Le SDK fonctionne sur les systèmes d'exploitation Android,Linux, les versions 64-bit de OS X, et Microsoft Windows. Il peut être utilisé pour compiler des logiciels pour les dispositifs Sailfish OS à partir de sources Linux.

### Interfaces de programmation d'applications
Sailfish OS utilise des API Qt open source (Qt 5, QtQuick 2 etc.) et une source fermée Sailfish Silica pour l'interface utilisateur. Les API Linux standard sont fournies par le noyau Mer.
Sailfish, Ubuntu et Plasma Mobile ont coopéré pour partager des API communes. En cas de succès, cela rendra les plateformes compatibles au niveau des API.
Sailfish Browser est le navigateur web par défaut basé sur Gecko et utilisant embedlite (également connu sous le nom de IPCLiteAPI), une API d'intégration légère de Mozilla.

## Présentation du matériel

### Avantages du standard Mer
Sailfish OS peut être utilisé sur tout matériel prenant en charge le noyau Linux et compatible avec l'intergiciel utilisant le Mer core. Des passionnés de la communauté ont porté Sailfish OS sur un certain nombre de dispositifs de cette manière. Au lieu de désigner une plate-forme matérielle de référence spécifique, une implémentation VirtualBox avec le Sailfish SDK est disponible pour le développement sur les systèmes d'exploitation Linux, OS X et Windows. Cette implémentation de machine virtuelle contient l'ensemble du Sailfish OS isolé des ressources locales et du système d'exploitation local pour permettre une évaluation pratique du comportement et des performances des logiciels codés ou portés avant leur déploiement sur des dispositifs réels,.

### Périphériques Jolla
- Jolla C
- Jolla Tablet
- Jolla Phone

### Appareils d'autres fournisseurs sous licenceSailfish OS
Les fabricants peuvent fournir des équipements mobiles avec un Sailfish OS sous licence, ou en open source, ou en combinant les deux et en incluant leurs propres modifications et marques ou celles de l'opérateur pour des marchés ou des objectifs spécifiques.
- Sony Xperia 10 III - via Sailfish X[27]
- Sony Xperia 10 II - via Sailfish X[27]
- Sony Xperia 10 Plus - via Sailfish X[27]
- Sony Xperia 10 - via Sailfish X[27]
- Planet Computers Gemini PDA - via Sailfish X[27]
- Sony Xperia XA2 Plus - via Sailfish X[27]
- Sony Xperia XA2 Ultra - via Sailfish X[27]
- Sony Xperia XA2 - via Sailfish X[27]
- Sony Xperia X - via Sailfish X[27]

## Période 2020/2024
À la suite de l'invasion de l'Ukraine par la Russie, l'entreprise Jolla est volontairement mise en faillite, son investisseur Russe refusant de s'en séparer. Une nouvelle société, Jollyboys, est alors créée pour pallier ce problème et poursuivre le projet SailfishOS. Plusieurs nouveautés :
- L'achat à tarif fixe de la compatibilité Android sur Sailfishos, passe à l'abonnement mensuel.
- Un nouveau mobile, le Jolla C2, est annoncé.
- SailfishOS passe à la version 4.6.
- Un appareil indépendant, petit boitier électronique en réseau, doté d'intelligence artificielle : le Jolla Mind 2.
- Un partenariat important avec un revendeur d'appareils mobiles en Turquie (Reeder).
- Séparation des entités SailfishOS pour les mobiles, tablettes et smartphones, SailfishCore pour les équipements industriels.